# Georg Christoph von Natzmer
Georg Christoph von Natzmer (* 16. Oktober 1694 in Rettkewitz; † 27. Januar 1751 in Breslau) war ein preußischer Generalmajor.

## Leben

### Herkunft
Georg Christoph entstammte einem pommerschen Adelsgeschlecht und war der Sohn von Nikolaus Heinrich von Natzmer (1663–1726) und dessen Ehefrau Agnes Adelheid, geborene von Pirch (1675–1745).

### Militärlaufbahn
1710 trat Natzmer beim Regiment „du Portail“ zu Pferde in die Preußische Armee ein. Seit 1712 Kornett, nahm er bis 1713 am Spanischen Erbfolgekrieg in Frankreich teil. Bis 1719 avancierte er zum Rittmeister und Kompaniechef im Regiment. 1732 wurde Natzmer Major, erhielt jedoch Ende 1733 für zwei Monate Festungsarrest in Spandau. Im Jahre 1736 zum Oberstleutnant befördert, stand er im Kürassierregiment „Graf Geßler“ und wurde im Folgejahr zum Regimentskommandeur ernannt. Natzmer erhielt den Auftrag, das erste preußische Ulanenregiment zu bilden. Dazu sollte er fünf Eskadronen aufstellen, doch erst mit der Thronbesteigung von König Friedrich II. kam die Sache voran. 1741 wurde er zum Oberst befördert und zum Chef des nach ihm benannten neugebildeten Husarenregiments ernannt. Es folgte der Einsatz am Ersten Schlesischen Krieg und Natzmer kam mit 400 Ulanen am 2. Juni 1741 ins Lager vor Strehlen. Im ersten Gefecht am 7. Juni bei Olbendorf stießen sie auf ungarische Husaren, die sich ihnen überlegen zeigten. Obwohl sie sich später noch auszeichnen konnten, wurde der Verband am 4. Juni 1742 in Husaren umgewandelt. Nach dem Friedensschluss wurden sie in Seydliz einquartiert, wo eine gründliche Ausbildung erfolgte. So schrieb 1748 Fürst Moritz von Anhalt-Dessau über das Regiment „in einem solchen schönen Stande und in einer solchen guten Ordnung sei, wie der Fürst ein Husarenregiment noch nicht gesehen“.
Im Zweiten Schlesischen Krieg rückte sein Verband unter Kurt Christoph von Schwerin nach Böhmen vor und deckte 1744 den Rückzug des Generals von Einsiedel aus Prag. Im Januar 1745 vertrieben sie auch die Österreicher aus Oberschlesien. Natzmer konnte sich im Gefecht bei Reich-Hennersdorf auszeichnen, ebenso der Schlacht bei Hohenfriedberg – wo sein Regiment die Pauken der kursächsischen Karabinergarde eroberte – und in der Schlacht bei Soor. 1750 wurde er zum Generalmajor befördert und verstarb im darauffolgenden Jahres.

### Familie
Im Jahre 1731 heiratete er Sophie Margarethe Elisabeth Dietrich (1707–1782) aus Oschersleben. Sie war die Tochter des Kriegsrats von Dietrich und Witwe des Hannoverschen Hauptmanns Wallmoden. Aus der Ehe zwischen Natzmer und Dietrich gingen folgende Kinder hervor:
- Nikolaus Gustav Friedrich Leopold (* 1732; † nach 1790), preußischer Oberst ⚭ Charlotta von Lojewski (* 1748; † 1811)
- Friedrich Heinrich Karl (* 1736)
- Henriette Wilhelmine Leopoldine (* 1738) ⚭ Carl Ludwig von Somnitz (1702–1789)
- Marie Sophie Charlotte (* 1740)
- Erika Ernestine Albertine Friederike (* 1744)
- Friedrich August Karl Christian Erdmann (* 1746)
- Bastian Erich Friedrich Wilhelm (1749–1772)

## Wertung
Trotz bemerkenswerter Karriere, bleibt festzuhalten, dass der König mehrfach Anlass zur Maßregelung gegenüber Georg Christoph von Natzmer sah, dieser ihn jedoch darauffolgend anscheinend stets von seinen Qualitäten zu überzeugen wusste.